# أيغن غاوس
أيغن غاوس (بالألمانية: Eugen Gauß) هو رائد أعمال ومصرفي ألماني أمريكي.

## نبذة
هو ابن كارل فريدريش غاوس وهاجر إلى الولايات المتحدة كطالب. بعد عقد من العمل كجندي وتاجر فراء، بدأ نشاطًا تجاريًا ناجحًا في سانت تشارلز وأصبح أول رئيس للبنك الوطني الأول في سانت تشارلز.